# 野田宏
野田 宏（のだ ひろし、1981年 - ）は、日本の漫画家、漫画原作者。福岡県出身。主に小学館で活動している。

## 受賞歴
- DEVIL BLADE（ジャンプ十二傑新人漫画賞 第13回（2004年4月期） 最終候補）
- 格言侍（まんがカレッジ 2006年3・4月期 努力賞）
- 美の住人 立花花音（小学館新人コミック大賞 第59回（2006年後期） 少年部門 佳作[3]）

## 来歴
2009年、『クラブサンデー』（小学館）にて『サムライナンバー11』を連載。
2011年、『ビッグコミックスピリッツ』（同）50号より『偉人住宅ツバキヒルズ』の連載を開始。同作は同誌で行われた「GAGフェスタ第2弾」の1作として扱われた。
2017年1月、『やわらかスピリッツ』（同）にて『人魚姫のごめんねごはん』の連載を開始。野田は原作を担当し、作画は若松卓宏が担当。2019年10月より同誌で『異世界失格』の連載を開始し、『人魚姫のごめんねごはん』と同じく野田が原作を務め、若松が作画を担当。同月より、『月刊少年マガジン』（講談社）にて『恋は世界征服のあとで』の連載を開始。原作を担当し、作画担当は若松。2021年には同作のテレビアニメ化が発表された。
2022年2月、『ビッグコミックスピリッツ』にて勇者を推す魔王を描いた『魔王がずっと見ている』の連載を開始。野田が原作を務め、作画をふくしま正保が担当。2024年12月、『ピッコマ』で開始された「MANGAバル」にて『くまぐらし』の連載を開始。野田は原作を担当し、漫画は若松卓宏が担当。

## 作品リスト

### 連載
- サムライナンバー11（『クラブサンデー』2009年4月7日[1] - 2010年4月6日、全2巻）
- 拝啓、旧人類様。（『月刊!スピリッツ』2011年6月号先行掲載、同年11月号 - 2013年4月号、全3巻）
- 偉人住宅ツバキヒルズ（『ビッグコミックスピリッツ』2013年50号[5] - 2014年45号、全4巻） ※「第一部完」扱い

### 漫画原作
- 人魚姫のごめんねごはん（作画：若松卓宏、『やわらかスピリッツ』2017年1月11日[6] - 2019年4月14日、全7巻）
- 異世界失格（作画：若松卓宏、『やわらかスピリッツ』2019年10月2日[7] - 、既刊13巻）
- 恋は世界征服のあとで（作画：若松卓宏、『月刊少年マガジン』2019年11月号[8] - 2022年12月号[12]、全6巻）
- 魔王がずっと見ている（作画：ふくしま正保、『ビッグコミックスピリッツ』2022年12号[10] - 2023年45号[13]、全5巻）
- くまぐらし（漫画：若松卓宏、『ピッコマ』内「MANGAバル」2024年12月20日[11] - 、既刊2巻）

### 読切
- 殿連れ狼（『週刊少年サンデー超』2007年9月25日号）
- 一日一善! ゼンノスケ（『週刊少年サンデー超』2008年7月24日号）
- ヒッチハイカー（『週刊少年サンデー超』2008年11月25日号）

## 活動
2017年6月10日、MARUZEN＆ジュンク堂梅田店にて『人魚姫のごめんねごはん』と『ジャガーン』の著者によるイベントが開催され、野田も参加。ライブペイントやトークを行った。

## 師匠
- クリスタルな洋介